# FRONTIERS (Hilcrhymeのアルバム)
『FRONTIER』（フロンティア）は、Hilcrhymeが2021年9月29日にユニバーサル ミュージックから発売した10枚目のオリジナルアルバム。

## 概要
- 前作『THE MC』より1年ぶり、通算10枚目のオリジナルアルバム。
- 配信シングル『Lost love song【Ⅲ】』、MBS/TBSドラマイズム「サレタガワのブルー」エンディング主題歌として書き下ろした『Lost love song【Ⅲ】-サレタガワ-』を含めた全10曲収録。
- アルバムタイトルの「FRONTIER」には「未開拓の分野を自らのラップで開拓し、自分にしか作れない轍を残していきたい」という思いが込められており、TOCは「HilcrhymeはJ-POPなのかHIP HOPなのかとたまに言われてきましたが、そんな事はどうでもいい。自分のスタイルにこだわり、貫き、創り出したアルバムです」とコメントしている[1]。
- 初回限定盤DVDには「Lost love song【Ⅲ】」のミュージックビデオと、昨年行われたツアー「Hilcrhyme TOUR 2020『THE MC』」の東京・中野サンプラザホール公演よりライブ映像5曲を収録。

## 収録曲

### CD
1. FRONTIER
(作詞：TOC / 作曲・編曲：TOC・NAO the LAIZA）
2. 夢見る少女じゃいられない ～夢見ル少年～
(作詞・作曲：織田哲郎 / Rap詞：TOC）
相川七瀬の楽曲『夢見る少女じゃいられない』のラップカバー。アルバム発売日にMVが公開された[2]。
3. Life Goes On
(作詞：TOC / 作曲・編曲：WATARU・TOC）
4. TEST
(作詞・作曲：TOC）
5. Lost love song【III】
(作詞・作曲：TOC）
配信シングル。
6. リスケ 〜君のせい〜
(作詞：TOC / 作曲・編曲：3rd Productions・TOC）
7. East Area -戒-
(作詞：TOC / 作曲・編曲：WATARU・TOC）
8. 唯一無二
(作詞：TOC / 作曲・編曲：TOC・Br'z)　　
ベストアルバム『STAR～リメイクベスト3～』収録曲。
9. Lost love song【III】-サレタガワ-
(作詞・作曲：TOC）
配信シングル。MBS/TBSドラマイズム『サレタガワのブルー』エンディング主題歌。『Lost love song【III】』とメロディは同じだが、ドラマの主人公の視点に立ち、男性目線で新たに歌詞を書き下ろしている[3]。
10. 夜光性
(作詞・作曲：TOC）
アルバム発売日に『夢見る少女じゃいられない ～夢見ル少年～』と共にMVが公開された。

### DVD
初回盤のみ
1. Lost love song【Ⅲ】(Music Video)

- ライブ映像「Hilcrhyme TOUR 2020『THE MC』中野サンプラザ公演」より

1. グランシャリオ
2. LAZY HOLIDAY
3. 邪魔
4. 秒針
5. Hill Climb